# Margarinotus davisi
Margarinotus davisi är en skalbaggsart som först beskrevs av Schaeffer 1908.  Margarinotus davisi ingår i släktet Margarinotus och familjen stumpbaggar. Inga underarter finns listade i Catalogue of Life.